# Haider Obeid
Haider Obeid (en árabe: حيدر عبيد جاسم‎; Bagdad, Irak; 2 de abril de 1979) es un exfutbolista y entrenador de fútbol de Irak que jugaba en la posición de defensa.

## Carrera

### Club
| Periodo   | Club             |
| --------- | ---------------- |
| 2000–2001 | Al-Zawraa        |
| 2001–2003 | Al-Karkh SC      |
| 2003–2004 | Al-Zawraa        |
| 2004–2006 | Riffa Club       |
| 2006–2007 | Apollon Limassol |
| 2007–2008 | Al-Wakrah SC     |
| 2008–2009 | Zob Ahan FC      |
| 2010      | Najaf FC         |
| 2010–2016 | Amanat Baghdad   |

### Selección nacional
Jugó para Irak en 37 ocasiones de 2000 a 2007 y anotó tres goles; participó en la Copa Asiática 2000.

### Entrenador
| Periodo | Club                    |
| ------- | ----------------------- |
| 2018    | Zakho FC                |
| 2020    | Diyala FC               |
| 2021    | Al-Sinaat Al-Kahrabaiya |

## Logros
- Liga Premier de Irak (1): 2000-01
- Liga Premier de Baréin (1): 2004-05
- Copa Príncipe de la Corona de Baréin (1): 2005
- Copa Hazfi (1): 2008-09